# Imam Sufaat

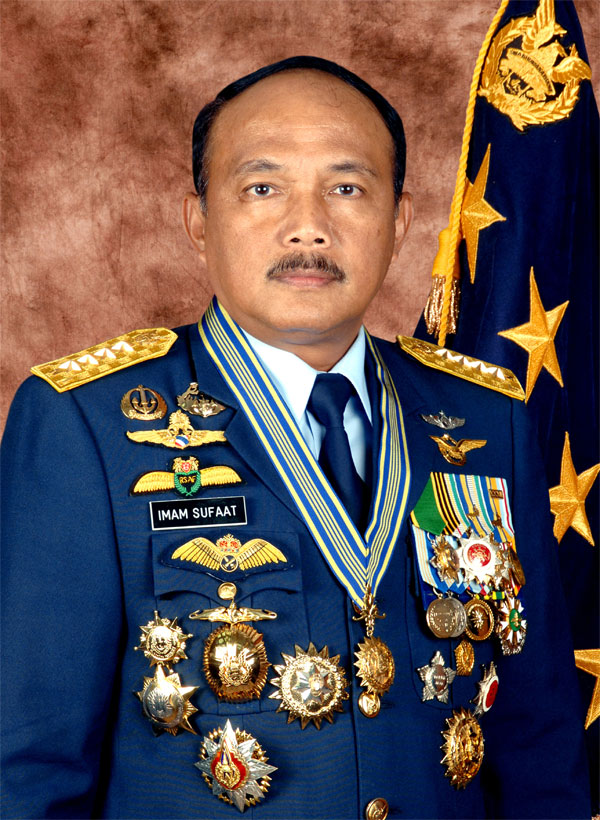
Marschall Imam Sufaat (2. Januar 2023)

Imam Sufaat (* 21. Januar (nach anderen Angaben: 27. Januar) 1955 in Wates, Kulon Progo, Yogyakarta, Indonesien) ist ein Offizier der Streitkräfte Indonesiens TNI (Tentara Nasional Indonesia), der unter anderem als General (Marsekal) zwischen 2009 und 2012 Chef des Stabes der Luftstreitkräfte TNI AU (Angkatan Udara) war.

## Leben
Imam Sufaat begann nach dem Schulbesuch eine Offiziersausbildung an der Akademie der Luftstreitkräfte AAU (Akademi Angkatan Udara) und wurde nach deren Abschluss 1978 in die Luftstreitkräfte übernommen. Nach seiner Ausbildung zum Kampfpiloten 1979 wurde er im Einsatzgeschwader 002 Kopatdara eingesetzt. Danach wurde er 1980 zum Geschwader 300 Kohanudnas versetzt und absolvierte 1983 einen Fortbildungslehrgang für Kampfpiloten bei der United States Air Force (USAF). Nachdem er 1985 die Fluglehrerschule besucht hatte, wurde er 1985 Leiter der Sektion Operation und Alarmierung LASI OPS (Kepala Seksi Operasi dan Siaga) der Luftstaffel 14 auf dem Luftwaffenstützpunkt LANUD (Pangkalan Angkatan Udara) Iswahjudi in Madiun und absolvierte 1987 die Kommandoschule der Luftstreitkräfte SEKKAU (Sekolah Komando Kesatuan Angkatan Udara), 1989 eine Internationale Offiziersschule sowie ebenfalls ein Internationales Verteidigungs- und Entwicklungsprogramm. Nachdem er 1989 Kommandeur des Ausbildungs-Schwarms der Luftstaffel 14 auf dem Stützpunkt Iswahjudi war, wurde er 1990 Leiter Operationen KADISOPS (Kepala Dinas Operasi) der ebenfalls dort stationierten Luftstaffel 15. Im Anschluss besuchte er 1993 die Kommando- und Stabsschule der Luftwaffe SESKOAU (Sekolah Staf dan Komando Angkatan Udara) beziehungsweise die Kommando- und Stabsschule der Streitkräfte SESKOGAB (Sekolah Staf dan Komando Tentara Nasional Indonesia). Er wurde daraufhin 1993 zunächst Leiter Operationen auf der Luftwaffenbasis Iswahjudi sowie 1994 Kommandeur der dort stationierten Luftstaffel 15. Daraufhin fungierte er zwischen 1995 und 1996 als Kommandeur der Ausbildungsstaffel 103 auf dem Luftwaffenstützpunkt „Adisoetjipto“ sowie von 1996 bis 1997 als Leiter Operationen des Luftwaffenstützpunktes Pekanbaru, der heutigen Luftbasis „Roesmin Noerjadin“, ehe er zwischen 1997 und 1998 Luftwaffenattaché an der Botschaft im Vereinigten Königreich war.
Nach seiner Rückkehr war Sufaat zwischen 1998 und 2000 zunächst stellvertretender Kommandant des Luftwaffenstützpunkts Pekanbaru und anschließend von 2000 bis 2002 Kommandant des Luftwaffenstützpunktes Supadio in Pontianak. Nach einer Tätigkeit als Leiter der Abteilung III Ausbildung des Operationsstabes der Luftstreitkräfte (Staf Operasi Angkatan Udara) von 2002 bis 2003, war er zwischen 2003 und 2006 Kommandant des Luftwaffenstützpunktes Iswahjudi. Daraufhin war er als Brigadegeneral (Marsekal Pertama) zwischen 2006 und 2007 als Wakil Asisten Operasi (WAASOPS) stellvertretender Leiter des SOPSAU sowie als Nachfolger von Eko Edi Santoso vom 23. Juli 2007 bis zu seiner Ablösung durch Bonggas S. Silaen am 11. Juli 2008 im Range eines Generalmajors (Marsekal Muda) Kommandant der Akademie der Luftstreitkräfte. Daraufhin wurde er 2008 Kommandeur des Luftwaffeneinsatzkommandos I PANGKOOPSAU (Panglima Komando Operasi Angkatan Udara) sowie als Generalleutnant (Marsekal Madya) 2009 Nachfolger von Wardjoko als stellvertretender Chef des Stabes der Luftstreitkräfte (Wakil Kepala Staf TNI Angkatan Udara). Auf diesem Posten wurde er noch 2009 von Sukirno KS abgelöst.
Zuletzt wurde Imam Sufaat zum General befördert und übernahm am 9. November 2009 von Soebandrio den Posten als Chef des Stabes der Luftstreitkräfte und hatte diesen bis zu seinem Ausscheiden aus dem aktiven Militärdienst am 17. Dezember 2012 inne, woraufhin Ida Bagus Putu Dunia ihn ablöste.

## Auszeichnungen
Für seine langjährigen Verdienste wurde er mehrfach ausgezeichnet und erhielt unter anderem:
- Bintang Mahaputera Utama (2013)[3]
- Bintang Dharma (2011)
- Bintang Swa Bhuwana Paksa Utama (2010)[4]
- Bintang Kartika Eka Paksi (2011)[5]
- Bintang Jalasena Utama (2011)
- Bintang Jalasena Utama (2010)